# Maublancia testui
Maublancia testui är en skalbaggsart som beskrevs av Pierre Lepesme och Stefan von Breuning 1956. Maublancia testui ingår i släktet Maublancia och familjen långhorningar.
Artens utbredningsområde är Gabon. Inga underarter finns listade i Catalogue of Life.